# Юник (община)
Юник (серб. Jуник) — община в частично признанной Республике Косово, входит в Джяковицкий округ. С точки зрения Сербии, вся территория общины Юник входит в общину Дечани Печского округа Автономного края Косово и Метохия.
Административный центр общины — город Юник. Община выделилась из общины Дечани. Состоит из 3 населённых пунктов (Юник, Ясич и Джёцай) занимает узкую полосу между общинами Дечани и Джаковица. С запада граничит с Албанией.
Община существовала до 1962 года, потом была упразднена и восстановлена в 2008 году в уменьшенном виде.
44 % процента территории занимают леса, ранее община была хорошим центром туризма.

## Населённые пункты
| Русское название | Сербское название (кириллица) | Сербское название (латиница) | Албанское название |
| ---------------- | ----------------------------- | ---------------------------- | ------------------ |
| Юник             | Јуник                         | Junik                        | Junik              |
| Джёцай           | Ђоцај                         | Đocaj                        | Gjocaj             |
| Ясич             | Јасић                         | Jasić                        | Jasiq              |